# Oppenheimer Park Golf Club
De Oppenheimer Park Golf Club is een golfclub in Welkom, Zuid-Afrika. De club is opgericht in 1949 en heeft een 18-holes golfbaan met een par van 71.
De golfbaan werd ontworpen door de golfbaanarchitect Robert Grimsdell. Recent zijn de fairways beplant met kikuyugras, een tropische grassoort, en de greens met struisgras.

## Golftoernooien
- South African Amateur Strokeplay Championship: 1981, 1988 & 2001
- South African Masters: 1999